# پایان رأفت
پایان رأفت (زاده ۱۸ شهریور ۱۳۴۷ در آستارا) بازیکن سابق و مربی فوتبال اهل ایران است. 
وی فوتبال را از باشگاه‌های شهرستان آستارا شروع کرد. دوران طلایی او زمان حضور در تیم پرسپولیس است. وی پس از مدتی حضور در ایران و بازی در تیم‌هایی چون ملوان، پرسپولیس و صباباتری به تیم حتا یکی از تیم‌های لیگ امارات پیوست. وی سابقه مربی‌گری تیم زیر۲۰ سال پرسپولیس را نیز دارد.